# Ted (keresztnév)
A Ted angol eredetű férfinév, több név önállósult becézője.

## Névnapok
- szeptember 2.

## Híres Tedek
- Ted Chiang amerikai sci-fi-író
- Ted Elliott amerikai forgatókönyvíró
- Ted Harris amerikai jégkorongozó
- Ted Hughes angol költő és meseíró
- Ted Nugent amerikai rockgitáros, énekes
- Ted Sator amerikai jegkorongozó, jegkorong edző
- Ted Sorensen amerikai ügyvéd és író

## Kitalált személyek
- Ted Mosby az Így jártam anyátokkal c. amerikai sorozat főszereplője, építész
- Ted (korábban Teddy) a Ted c. amerikai film animált főszereplő macija
- Ted Sprague a Hősök (Heroes) című televíziósorozat szereplője

## További keresztnevek
- Magyar névnapok listája dátum szerint
- Magyar névnapok listája betűrendben